# Asmate cincta
Asmate cincta là một loài bướm đêm trong họ Geometridae.